# انقلاب غودي

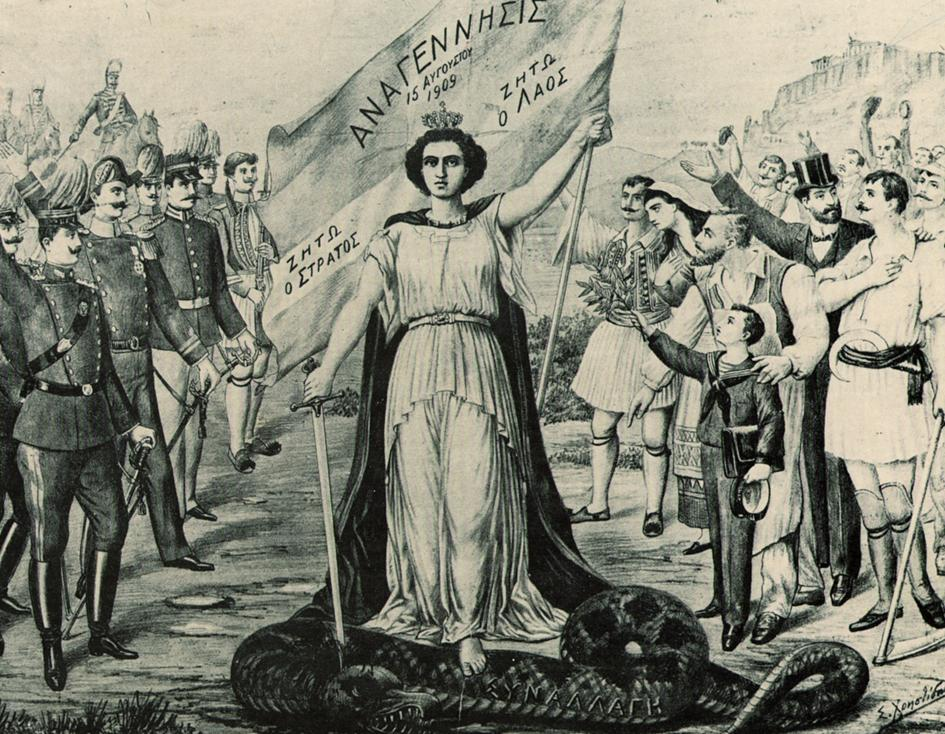

كان انقلاب غودي انقلابًا عسكريًا حدث في اليونان في ليلة 28 أغسطس (15 أغسطس وفق النظام القديم) من عام 1909، بدءًا من ثكنات غودي، وهو حيّ في الضواحي الشرقية لأثينا. كان الانقلاب حدثًا محوريًا في تاريخ اليونان المعاصر، فقد قاد إلى قدوم إلفثيريوس فينيزيلوس إلى اليونان وتعيينه في نهاية المطاف رئيسًا للوزراء. وضع هذا نهاية للنظام السياسي القديم بضربة واحدة، وبشّر بفترة جديدة. منذ ذاك الوقت فصاعدًا ولعدة عقود، هيمنت على الحياة السياسية اليونانية قوتان متناوئتان: الليبرالية، والفينيزيلية الجمهورية والمحافظة، والنظام الملكي المناهض للفينيزيلية.
كان الانقلاب بعينه نتيجة للتوترات الجياشة في المجتمع اليوناني، والتي أدارت تحت عجلات الحرب العثمانية اليونانية الكارثية في عام 1897، مشكلات مالية، وافتقارًا للإصلاحات الضرورية وخيبة في النظام السياسي الراسخ. محاكاةً لحركة الأتراك الشباب، أوجد عدة ضباط شباب في الجيش مجتمعًا سريًا، هو عصبة الجيش. كان الكولونيل نيكولاوس زورباس رمزهم، وفي ليلة 15 أغسطس، بعد أن جمعت عصبة الجيش قواتها في ثكنات غودي، بدأت تمردًا عسكريًا على الحكومة مطالبة بتغيير مباشر في الدولة وقواتها المسلحة.
استسلم الملك جورج الأول مستبدلًا برئيس الوزراء ديميتريوس راليس كيرياكوليس مافروميكاليس، ولم يُرضِ المتمردين رغم ذلك، الذين اعتمدوا تظاهرة شعبية ضخمة استمرت طيلة الشهر اللاحق. وقتما صار الأمر أزمة، طالب قادة الانقلاب بشخصية جديدة وسعيدة الطالع، هي الكريتيّ إلفثيريوس فينيزيلوس، الذي احترم القواعد الديمقراطية بمطالبته بانتخابات جديدة. بعد نصريّ حلفائه في البرلمان اليوناني في أغسطس ونوفمبر من عام 1910، صار فينيزيلوس رئيس وزراء واستمر بالإصلاحات التي طالب بها المحرضون على الانقلاب.

## اليونان في بداية القرن العشرين
كان مؤتمر برلين واتفاقية القسطنطينية نجاحات بالنسبة للدبلوماسية اليونانية. وفيهما كسبت البلاد ثيساليا وجزءًا من إبيروس. بغية الاستمرار في تحقيق فكرة ميغالي، التفتت اليونان آنذاك إلى مقدونيا وكريت، لكنها تعرضت لنكسات حادة.

### الإذلالات العسكرية
منذ عام 1895، عقب المجازر الحميدية بحق الأرمن في الإمبراطورية العثمانية؛ طالب الكريتيون المسيحيون، الذين كانوا خاضعين للهيمنة العثمانية آنذاك، بالحكم الذاتي في جزيرتهم تحت حماية الدول العظمى. قادت المجازر التي قام بها المسلمون بحق المسيحيين إلى تدخل اليونان، أولًا عبر قبول مغادرة المتطوعين من شواطئها، ثم بإرسال جزء من أسطولها بطريقة مباشرة أكثر فأكثر، تبع ذلك إرسال قوات في بداية عام 1897 بمجرد أن أعلن الكريتيون أنفسهم إنونيس (متحدون مع اليونان). أجبر تدخل القوى الأوروبية (فرنسا، وبريطانيا العظمى، وإيطاليا، وروسيا، والنمسا – المجر، وألمانيا) اليونان على التراجع. نقدت المعارضة ضعف الحكومة وترددها، ما سبب إعلان الحرب على العثمانيين في بداية أبريل. استمر القتال شهرًا، الأمر الذي منح النزاع اسمه (حرب الثلاثين يومًا)؛ وكانت هزيمة اليونانيين نكراء. رغم أن اليونان لم تفقد إلا مساحات ضئيلة من أراضيها عند الحدود الشمالية، لكنها أُجبرت على دفع تعويضات حرب ضخمة بلغت أربع ملايين عملة عثمانية للمنتصر. كان يعني حدوث هذا في أعقاب الإعسار الشعبي الذي أُعلن في عام 1893، أن على اليونان قبول وجود لجنة إدارة مالية دولية، والتي عملت على تحويل موارد دخل الدولة اليونانية الرئيسية (مؤسسات الدولة الاحتكارية وتعرفات جمارك موانئها) إلى دفع ديون اليونان الشعبية. صارت كريت مع ذلك دولة مستقلة ذاتيًا تحت إشراف دولي، بينما بقيت خاضعة لهيمنة السلطان.

### مقدونيا
كانت مقدونيا منطقة تتنازع عليها اليونان والإمبراطورية العثمانية وبلغاريا (أُنشِئت في مجلس برلين). في الثاني من أغسطس [20 يوليو وفق النظام القديم] من عام 1903، يوم مأدبة الرسول إيليا، بدأت انتفاضة إيليندن – بريوبراجينيه، ترعاها المنظمة الثورية المقدونية الداخلية. فشلت الإنتفاضة، وكانت الأعمال الانتقامية التركية شديدة، إذ قتلوا 2,000 شخص ودمروا قرًى ومنازل. عقب هذه الأحداث، صار الكثير من اليونانيين قلقين من مستوى النشاط البلغاري في مقدونيا. كان المجتمع الوطني قد أُسس، وأرسل عصابات مسلحة من اليونانيين (ماكيدونوماكوي)، تدعمها الحكومة ضمنيًا إلى أثينا، التي قدمت دعمًا ماديًا عبر عملائها القنصليين مثل آيون دراغوميس وتدريبًا عبر مستشارين عسكريين مثل بافلوس ميلاس. بدأ هذا ما هو معروف في اليونان باسم «الكفاح المقدوني»، حيث اصطدم اليونانيون مع الكوميتادجي البلغاريين، بينما اصطدم الطرفان مع الجيش العثماني وقوات الدرك. أخذت الأعمال الانتقامية أشكالًا كثيرة، منها النهب، والتخريب والاغتيالات. قررت القوى الغربية التدخل بسبب قلقها الشديد. كانت الخطة النهائية إعادة تنظيم إدارية للمنطقة ما من شأنه السماح بتقسيم قائم على أسس إثنية. وهكذا، سعت كل من المجموعات الإثنية ذات الصلة إلى تقوية موقفها لكسب أكبر قدر ممكن من الأرض وقتما يجيء التقسيم المرتقب. استعادت نجاحات وتضحيات الضباط الشباب مثل ميلاس صورة جزء من الجيش. وبدوره، ساهم تدخل القوى الأوروبية في الشؤون العثمانية الداخلية باندلاع ثورة الأتراك الشباب في يوليو من عام 1908، ما وضع نهاية للصدامات اليونانية البلغارية في مقدونيا.

### عواقب ثورة الأتراك الشباب
كانت اليونان آنذاك ما تزال متورطة في المسألة الكريتية. في عام 1905، قاد إلفثيريوس فينيزيلوس ثورة ثريسو ضد المفوض السامي الأمير جورج اليوناني، التي عينته القوى الأوروبية، وطالب بإينوسيس. في عام 1906، استقال الأمير ونُصب مفوض جديد، هو رئيس الوزراء اليوناني الأسبق أليكساندروس زايميس. دفعت ثورة الأتراك الشباب الكريتيين إلى إعلان إينوسيس حتمية من طرف واحد، مستغلين غياب المفوض السامي الجديد.
قامت مظاهرات مناهضة لليونانيين في تركيا، حيث أطلقت الصحافة حملة مشابهة. أظهرت القوى الأوروبية عداءً ناحية اليونان، بينما تعرضت حكومة جورجيوس ثيوتوكيس إلى نقد متزايد. كان لاستبدال راليس به أثر ضئيل. تردد رئيس الوزراء الجديد في إظهار دلائل حسن نية تجاه السفير التركي والقوى الغربية. راغبًا في تحاشي حرب يونانية عثمانية جديدة، انتقد «الثوريين الكريتيين» وأعلن استعداده للخضوع لقرارات الدول العظمى. ظهر الامتعاض تجاه ضعف الحكومة وسلوكها الجبان بين الشعب كما بين صفوف الجيش، والأهم من ذلك بين الضباط الشباب الذين قاتلوا في مقدونيا. بدأت فكرة محاكاة الضباط الأتراك الشباب بالانتشار.

### الوضع الاقتصادي والاجتماعي
كانت اليونان في أزمة اقتصادية منذ عقود. ارتفع الدين العام (الذي تدينه للدول العظمى بخاصة) والذي يعود تاريخه إلى حرب الاستقلال إلى أرقام جديدة في تسعينيات القرن التاسع عشر. اعترفت آنذاك حكومة كاريلاوس تريكوبيس أن البلاد كانت مفلسة عبر إقرار خفض الدين العام إلى 30% من قيمته، ما أغضب الدائنين وتحديدًا القوى العظمى. في الوقت نفسه، عانى تصدير الزبيب أزمة. ثم بدأت ظاهرة جديدة: هجرة اليد العاملة. ارتفع عدد المهاجرين (خصيصًا إلى الولايات المتحدة) من 1,108 في عام 1890 إلى 39,135 في عام 1910 (من أصل 2.8 مليون مواطن)؛ وبشكل ملحوظ، وقعت الحوالات المالية من أمريكا ومصر في كساد اقتصادي في عام 1908. كان النمو الاقتصادي بطيئًا جدًا بالنسبة للعمال والفلاحين الذين غادروا بحثًا عن العمل في أماكن أخرى. حتى ذاك الوقت، لم يكن قد غادر إلا سكان المناطق المرتفعة أو سكان الجزر غير الملّاكين. مع ذلك، أدى هذا النمو الاقتصادي إلى خلق طبقة وسطى، كما في أي مكان آخر في أوروبا في الفترة نفسها، مولودة من رحم التقدم الصناعي، ومن زيادة عدد البيروقراطيين (المتعلق بالمحسوبية السياسية) ومن الانفجار الحضري. في منتصف العقد الأول من القرن العشرين، كانت الطبقة الوسطى عاجزة عن سبب فهم سبب كون الريف مزدهرًا لكن حالة الدولة المالية هزيلة بهذا الشكل. لم يكن السياسيون أيضًا راضون عن سياسة الحكومة، وتفاعلوا أيضًا. في عام 1906، شكلت مجموعة من الراديكاليين الصغار الذين لقبوا أنفسهم «بالمجموعة اليابانية»، في إشارة إلى ديناميكية فترة مييجي، قيادة ستيفانوس دراغوميس الاعتبارية، وكان ديميتريوس غوناريس روحها النشطة. انتقدت الأوليغارشية القديمة التي كانت تفسد البلاد وطالبت بإصلاحات راديكالية. طالبت مجموعة «علماء الاجتماع»، المتأثرة بالماركسية تحديدًا، بعصرنة أدوات الدولة واقتصادها.